# Округ Мегс (Охајо)
Округ Мегс (енгл. Meigs County) је округ у америчкој савезној држави Охајо.

## Демографија
По попису из 2010. године број становника је 23.770, што је 698 (3,0%) становника више него 2000. године.
| Група             | 2000.          | 2010.          |
| Белци             | 22.461 (97,4%) | 23.087 (97,1%) |
| Афроамериканци    | 159 (0,7%)     | 206 (0,9%)     |
| Азијати           | 24 (0,1%)      | 51 (0,2%)      |
| Хиспаноамериканци | 138 (0,6%)     | 115 (0,5%)     |
| Укупно            | 23.072         | 23.770         |